# Jutta Wegner

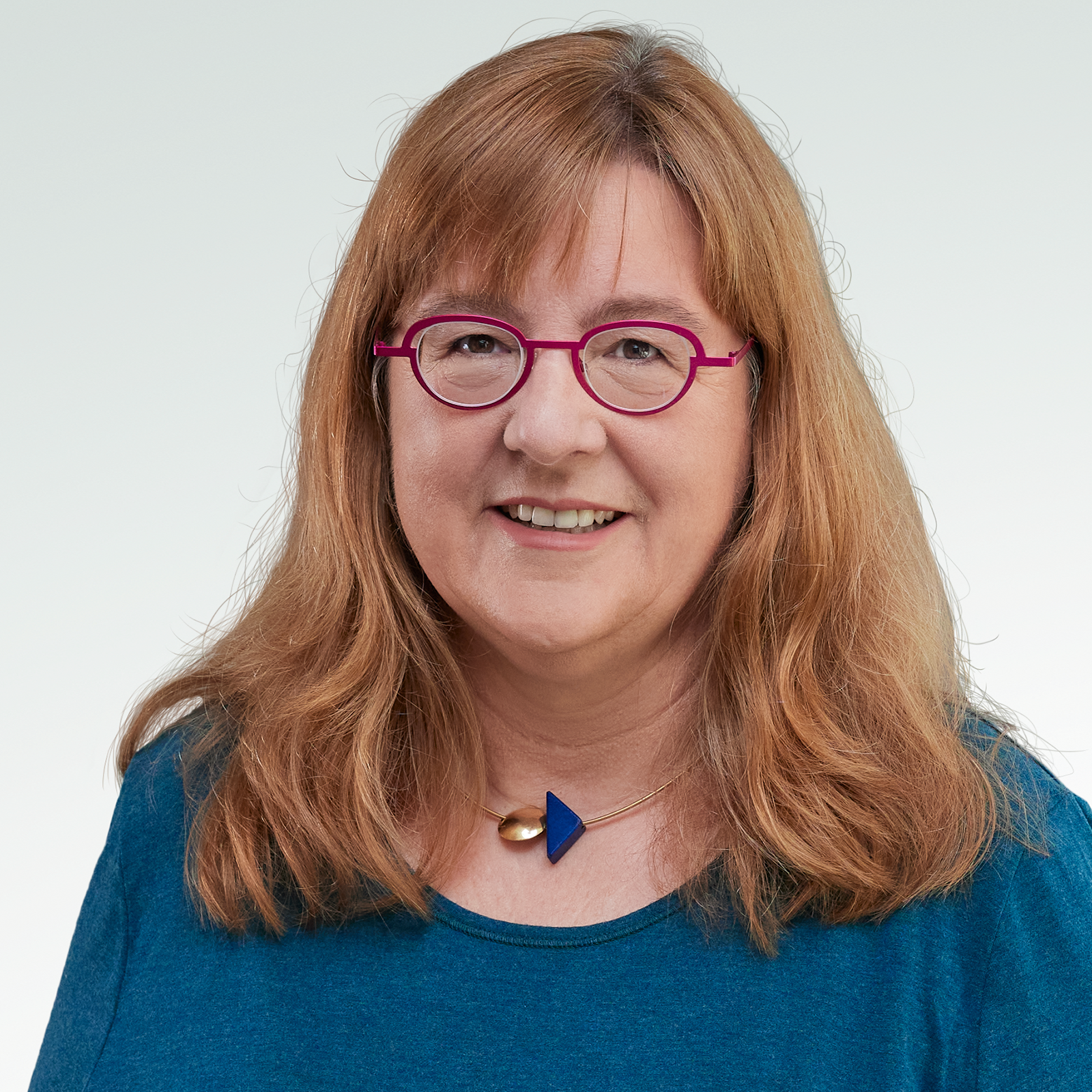
Jutta Wegner

Jutta Wegner (* 27. Mai 1963 in Bad Pyrmont) ist eine deutsche Politikerin (Bündnis 90/Die Grünen). Sie ist seit 2021 Mitglied des Landtags Mecklenburg-Vorpommern.

## Leben
Die studierte Diplom-Verwaltungswirtin (FH) ist als Dozentin am Studieninstitut für kommunale Verwaltung Mecklenburg-Vorpommern tätig.
Sie wohnt in Neubrandenburg, ist verheiratet und hat zwei Kinder.

## Politik
Jutta Wegner ist seit dem Jahr 2010 Mitglied von Bündnis 90/Die Grünen.
Seit dem Jahr 2019 ist sie Fraktionsvorsitzende von Bündnis 90/Die Grünen in der Stadtvertretung von Neubrandenburg.
Bei der Landtagswahl in Mecklenburg-Vorpommern 2021 trat sie im Landtagswahlkreis Neubrandenburg I als Direktkandidatin an. Bei einem Ergebnis von 5,2 % der Erststimmen verpasste sie das Direktmandat, zog aber über Platz 5 der Landesliste von Bündnis 90/Die Grünen in den 8. Landtag Mecklenburg-Vorpommern ein.
Seit April 2024 ist Wegner Parlamentarische Geschäftsführerin der Landtagsfraktion. Sie ist Fraktionssprecherin für Wirtschaft und Tourismus, Arbeitsmarkt und Tarifpolitik, Mobilität, Infrastruktur, Ländliche Räume, Kommunales sowie Bildung (Schule). Des Weiteren ist sie Mitglied im Ausschuss für Wirtschaft, Infrastruktur, Energie, Tourismus und Arbeit sowie im Ausschuss für Bildung und Kitas. Sie ist stellvertretendes Mitglied des Petitionsausschusses, der Enquete-Kommission "Jung sein in MV" sowie im Ausschuss für Innen, Bau und Digitalisierung.